# Amon Amarth
Amon Amarth er et svensk Melodisk dødsmetal-band med vægt på vikingetemaer, der blev dannet i 1988 i Tumba, Sverige, under navnet Scum som hovedsageligt spillede grindcore. I 1992 ændrede de navnet til Amon Amarth, som kommer fra et område i J.R.R. Tolkiens Midgård. Navnet betyder "Mount Doom" på Sindarin, et af Tolkiens elversprog.

## Medlemmer

### Nuværende medlemmer
- Johan Hegg − Vokal
- Johan Söderberg − Guitar
- Olavi Mikkonen − Guitar
- Ted Lundström − Bas

### Tidligere medlemmer
Som Amon Amarth:
- Anders Hansson − Guitar (Thor Arise – Sorrow Throughout the Nine Worlds)
- Nico Kaukinen − Trommer (Thor Arise – Sorrow Throughout the Nine Worlds)
- Martin Lopez − Trommer
- Fredrik Andersson − Trommer (1998 - 2015)

Som Scum:
- Themgoroth − Vokal (forlod bandet inden demoen blev udgivet)

## Diskografi

### Studiealbums
| Udgivet        | Titel                             | Pladeselskab         |
| 1991           | Demo 1                            | Selvudgivet som Scum |
| 1993           | Thor Arise                        | Aldrig udgivet       |
| 1994           | The Arrival of the Fimbul Winter  | Selvudgivet          |
| 1996           | Sorrow Throughout the Nine Worlds | Pulverised           |
| 1998           | Once Sent from the Golden Hall    | Metal Blade          |
| 1999           | The Avenger                       | Metal Blade          |
| 2001           | The Crusher                       | Metal Blade          |
| 2002           | Versus the World                  | Metal Blade          |
| 2004           | Fate of Norns                     | Metal Blade          |
| 2006           | With Oden on Our Side             | Metal Blade          |
| 2008           | Twilight of the Thunder God       | Metal Blade          |
| 25. marts 2011 | Surtur Rising                     | Metal Blade          |
| 2013           | Deceiver of the Gods              | Metal Blade          |
| 2016           | Jomsviking                        | Metal Blade          |
| 2019           | Berserker                         | Metal Blade          |